# Bourguignon-lès-Conflans
Pour les articles homonymes, voir Bourguignon.
Bourguignon-lès-Conflans est une commune française située dans le département de la Haute-Saône, la région culturelle et historique de Franche-Comté et la région administrative Bourgogne-Franche-Comté.

## Géographie
Avec 217 mètres d'altitude, Bourguignon-lès-Conflans est le point le moins élevé de l'ex-canton de Vauvillers.
| Saint-Rémy-en-Comté | Dampierre-lès-Conflans   |                       |
| Cubry-lès-Faverney  | Bourguignon-lès-Conflans | Bassigney             |
|                     | Mersuay                  | Conflans-sur-Lanterne |

### Climat
Pour des articles plus généraux, voir Climat de la Bourgogne-Franche-Comté et Climat de la Haute-Saône.
En 2010, le climat de la commune est de type climat des marges montargnardes, selon une étude du Centre national de la recherche scientifique s'appuyant sur une série de données couvrant la période 1971-2000. En 2020, Météo-France publie une typologie des climats de la France métropolitaine dans laquelle la commune est exposée à un climat semi-continental et est dans la région climatique  Lorraine, plateau de Langres, Morvan, caractérisée par un hiver rude (1,5 °C), des vents modérés et des brouillards fréquents en automne et hiver. 
Pour la période 1971-2000, la température annuelle moyenne est de 10,1 °C, avec une amplitude thermique annuelle de 17,3 °C. Le cumul annuel moyen de précipitations est de 1 006 mm, avec 12,9 jours de précipitations en janvier et 9,8 jours en juillet. Pour la période 1991-2020, la température moyenne annuelle observée sur la station météorologique de Météo-France la plus proche, « Venisey », sur la commune de Venisey à 13 km à vol d'oiseau, est de 11,0 °C et le cumul annuel moyen de précipitations est de 850,7 mm. 
La température maximale relevée sur cette station est de 39,7 °C, atteinte le 25 juillet 2019 ; la température minimale est de −17,4 °C, atteinte le 30 décembre 2005,,. 
Les paramètres climatiques de la commune ont été estimés pour le milieu du siècle (2041-2070) selon différents scénarios d'émission de gaz à effet de serre à partir des nouvelles projections climatiques de référence DRIAS-2020. Ils sont consultables sur un site dédié publié par Météo-France en novembre 2022.

## Urbanisme

### Typologie
Au 1er janvier 2024, Bourguignon-lès-Conflans est catégorisée commune rurale à habitat dispersé, selon la nouvelle grille communale de densité à sept niveaux définie par l'Insee en 2022.
Elle est située hors unité urbaine. Par ailleurs la commune fait partie de l'aire d'attraction de Vesoul, dont elle est une commune de la couronne,. Cette aire, qui regroupe 158 communes, est catégorisée dans les aires de 50 000 à moins de 200 000 habitants,.

### Occupation des sols
L'occupation des sols de la commune, telle qu'elle ressort de la base de données européenne d’occupation biophysique des sols Corine Land Cover (CLC), est marquée par l'importance des territoires agricoles (56,2 % en 2018), une proportion sensiblement équivalente à celle de 1990 (56 %). La répartition détaillée en 2018 est la suivante : 
terres arables (38,7 %), forêts (35,1 %), prairies (14 %), milieux à végétation arbustive et/ou herbacée (8,7 %), zones agricoles hétérogènes (3,6 %). L'évolution de l’occupation des sols de la commune et de ses infrastructures peut être observée sur les différentes représentations cartographiques du territoire : la carte de Cassini (XVIIIe siècle), la carte d'état-major (1820-1866) et les cartes ou photos aériennes de l'IGN pour la période actuelle (1950 à aujourd'hui).

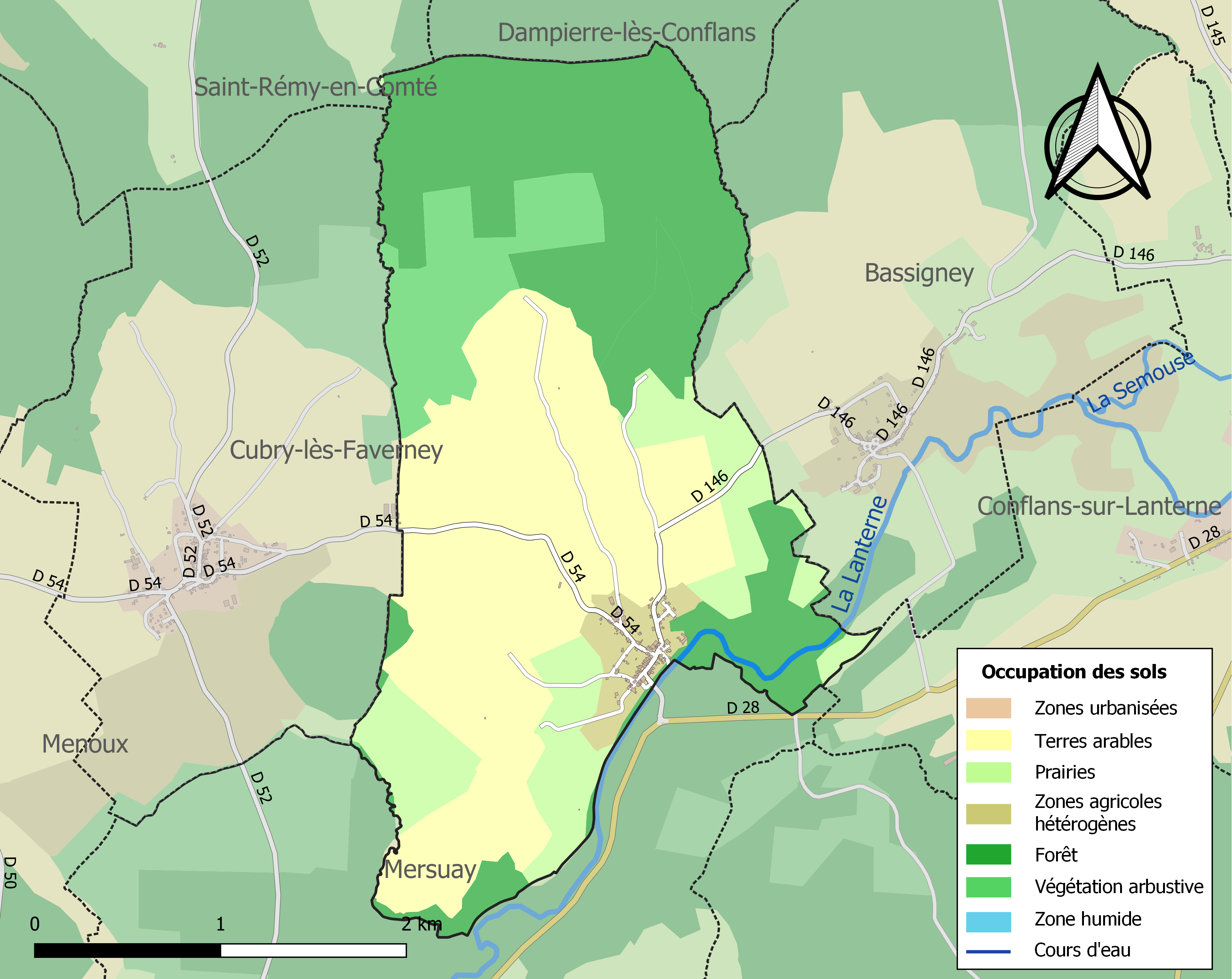
Carte des infrastructures et de l'occupation des sols de la commune en 2018 (CLC).

## Politique et administration

### Rattachements administratifs et électoraux
La commune fait partie de l'arrondissement de Vesoul du département de la Haute-Saône, en région Bourgogne-Franche-Comté. Pour l'élection des députés, elle dépend de la première circonscription de la Haute-Saône.
Bourguignon-lès-Conflans faisait partie depuis 1801 du canton de Vauvillers. Dans le cadre du redécoupage cantonal de 2014 en France, la commune est rattachée au canton de Port-sur-Saône.

### Intercommunalité
Bourguignon-lès-Conflans n'était membre d'aucune intercommunalité à fiscalité propre jusqu'en 2013.
Dans le cadre du schéma départemental de coopération intercommunale approuvé en décembre 2011 par le préfet de Haute-Saône, et qui prévoit notamment la fusion de plusieurs intercommunalités dans une nouvelle à laquelle  Bourguignon-lès-Conflans, Breurey-lès-Faverney et Vilorysont sont rattachées, la commune est membre depuis le 1er janvier 2014 de la communauté de communes Terres de Saône.

### Liste des maires

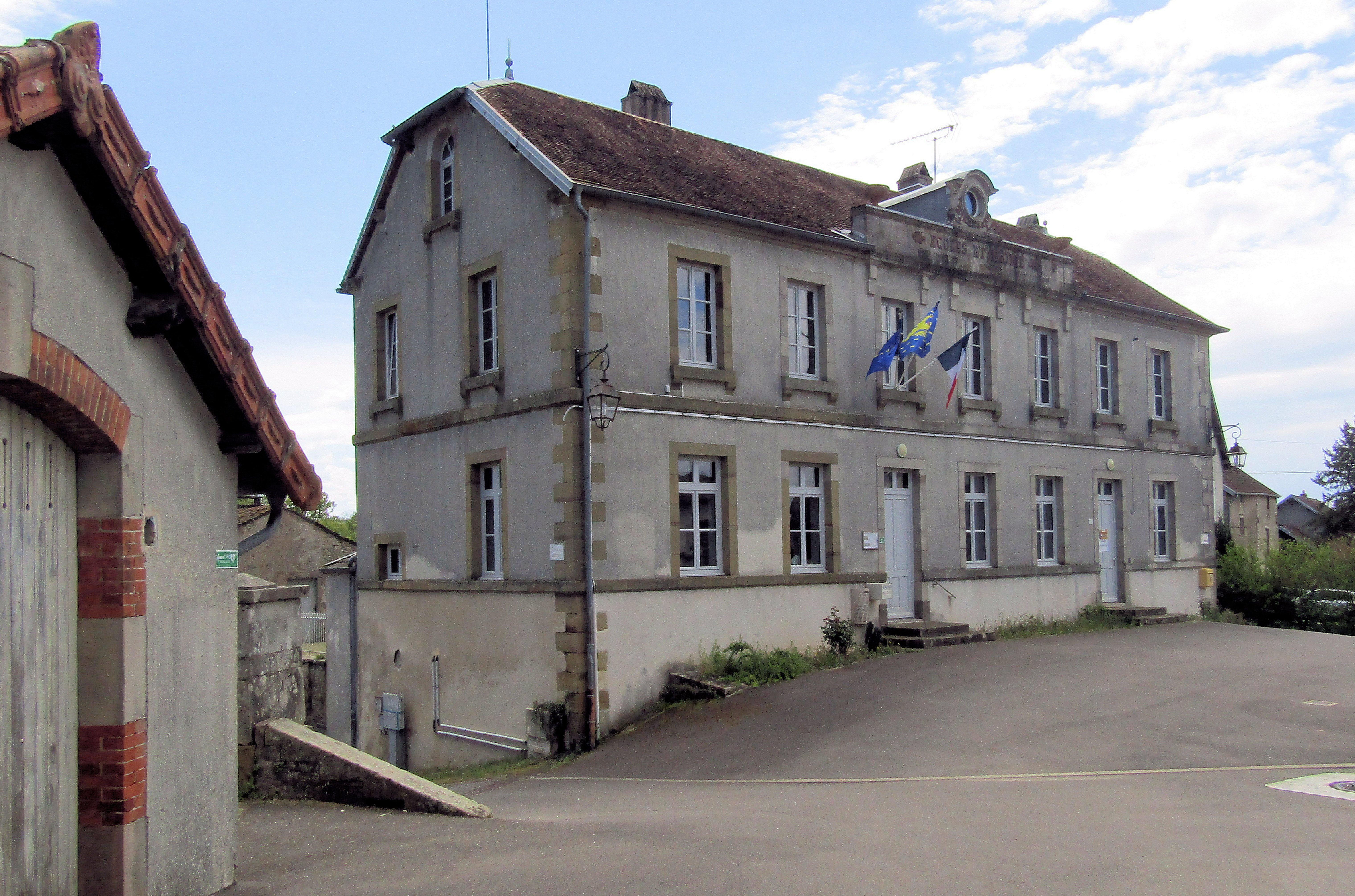
La mairie avec bibliothèque.

| Période                                  | Période                       | Identité     | Étiquette | Qualité  |
| ---------------------------------------- | ----------------------------- | ------------ | --------- | -------- |
| Les données manquantes sont à compléter. |                               |              |           |          |
| mars 2001                                | 2014                          | Arlette Kim  |           |          |
| mars 2014                                | En cours (au 16 février 2016) | Henri Michel | DVD       | Retraité |

## Démographie
En 2022, Bourguignon-lès-Conflans comptait 136 habitants. À partir du XXIe siècle, les recensements réels des communes de moins de 10 000 habitants ont lieu tous les cinq ans. Les autres « recensements » sont des estimations.
| 1793 | 1800 | 1806 | 1821 | 1831 | 1836 | 1841 | 1846 | 1851 |
| ---- | ---- | ---- | ---- | ---- | ---- | ---- | ---- | ---- |
| 329  | 324  | 322  | 336  | 355  | 351  | 345  | 335  | 323  |

| 1856 | 1861 | 1866 | 1872 | 1876 | 1881 | 1886 | 1891 | 1896 |
| ---- | ---- | ---- | ---- | ---- | ---- | ---- | ---- | ---- |
| 293  | 291  | 280  | 274  | 263  | 244  | 257  | 259  | 268  |

| 1901 | 1906 | 1911 | 1921 | 1926 | 1931 | 1936 | 1946 | 1954 |
| ---- | ---- | ---- | ---- | ---- | ---- | ---- | ---- | ---- |
| 242  | 220  | 225  | 156  | 170  | 148  | 147  | 129  | 133  |

| 1962 | 1968 | 1975 | 1982 | 1990 | 1999 | 2006 | 2007 | 2012 |
| ---- | ---- | ---- | ---- | ---- | ---- | ---- | ---- | ---- |
| 114  | 113  | 93   | 95   | 89   | 106  | 118  | 120  | 134  |

| 2017 | 2022 | - | - | - | - | - | - | - |
| ---- | ---- | - | - | - | - | - | - | - |
| 141  | 136  | - | - | - | - | - | - | - |

## Culture locale et patrimoine

### Lieux et monuments

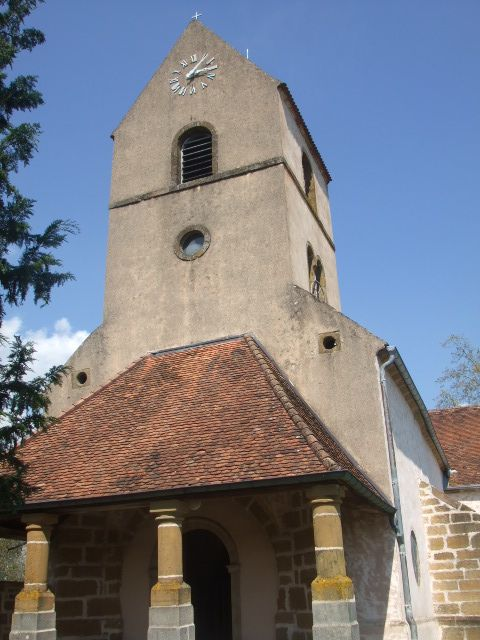
Le clocher-porche de l'église

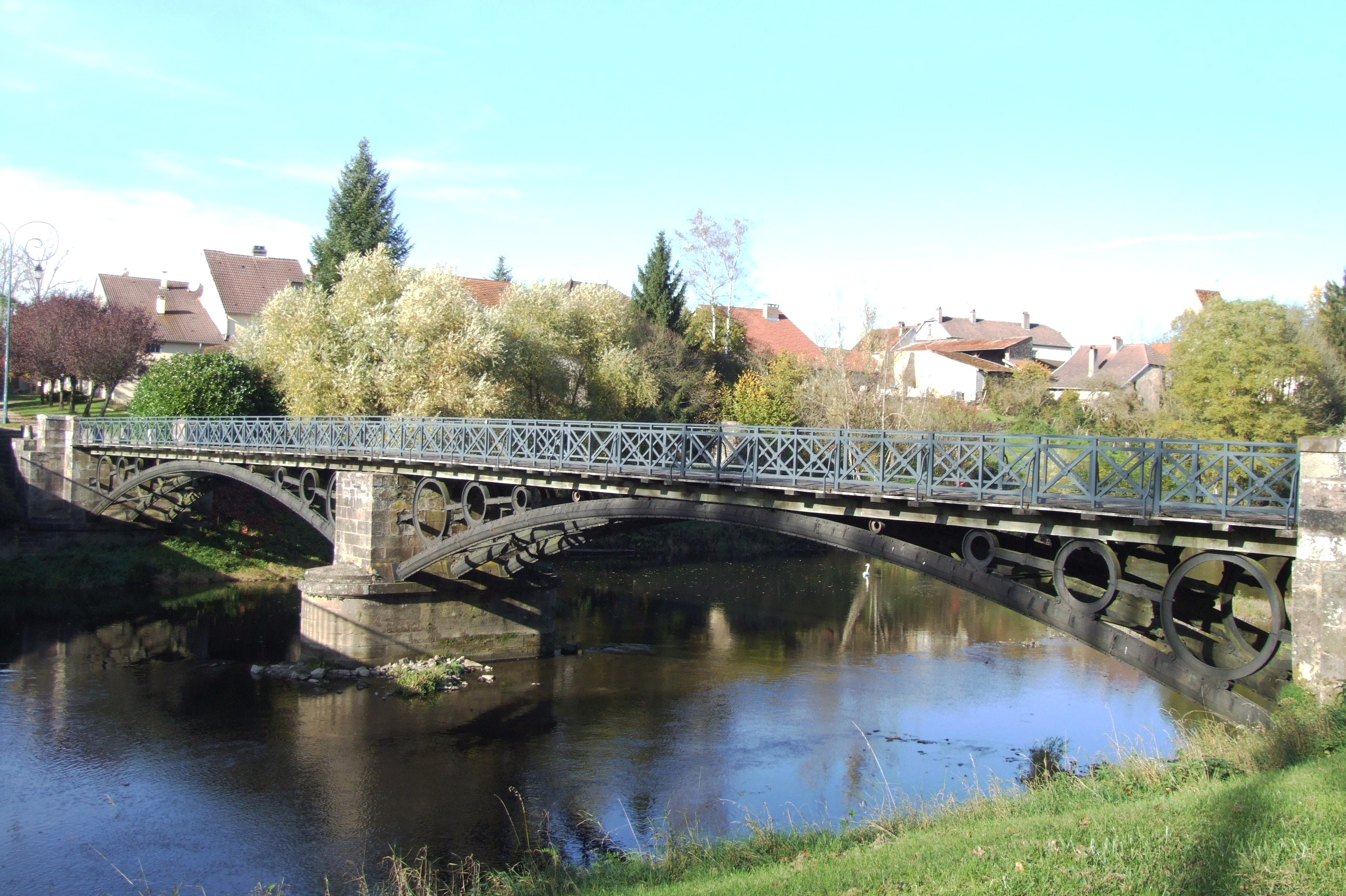
Pont sur la Lanterne

- Église Saint-Georges, des XIIIe et XVIe siècles avec clocher carré à tuiles vernissées,  inscrite  par arrêté du 21 mars 1946 à l'inventaire des Monuments historiques.
- Le pont métallique sur la Lanterne, avec ses piles en pierre et ses arcs en fonte, est un des deux derniers ponts[17] de type Polonceau. Mis en service en 1849[18]. C'est une réplique de l'ancien pont du Carrousel construit en 1834 sur la Seine à Paris. Ce pont est  inscrit à l'inventaire des Monuments historiques depuis 1982.
- Château féodal des XIIIe et XVe siècles.
- Plusieurs fontaines du XIXe siècle dont l'une est la plus petite fontaine-lavoir de Haute-Saône.
- La mairie-école, construite vers 1748, rénovée en 2016[19]

### Héraldique
| Blason de Bourguignon-lès-Conflans | Blason  | De gueules à sept carreaux d’or posés 3, 3 et 1. |
| Blason de Bourguignon-lès-Conflans | Détails | Le statut officiel du blason reste à déterminer. |